# Guerriglia nella jungla
Guerriglia nella jungla (Operation Dames) è un film del 1959 diretto da Louis Clyde Stoumen.
È un film di guerra statunitense con Eve Meyer, Chuck Henderson e Don Devlin ambientato nel 1950 in Corea.

## Produzione
Il film, diretto da Louis Clyde Stoumen su una sceneggiatura di Edward J. Lakso, fu prodotto da Stanley Kallis per la Camera Eye Pictures e girato in California.

## Distribuzione
Il film fu distribuito con il titolo Operation Dames negli Stati Uniti nel marzo 1959 al cinema dalla American International Pictures.
Altre distribuzioni:
- in Messico il 21 settembre 1962 (Balas y faldas)
- in Italia (Guerriglia nella jungla)
- nel Regno Unito (Girls in Action)
- in Germania Ovest (Im Todeskessel von Kusong)